# Жаманбаев, Базаргали Ажиевич
Базаргали Ажиевич Жаманбаев (род. 9 января 1942; Актюбинск, Казахская ССР, СССР) — советский и казахский дирижёр, хормейстер, музыкальный педагог, профессор. Народный артист Казахской ССР (1990), заслуженный деятель искусств Казахской ССР (1980). Лауреат Государственной премии Республики Казахстан (2006).

## Биография
Родился 9 января 1942 года в ауле Шалкар Актобинской области КазССР.
В 1965 году успешно окончил Ленинградскую государственную консерваторию
В 1967—1978 гг. — хормейстер, главный хормейстер; а с 1986 по 1994 год директор Театра оперы и балета имени Абая. Творческую деятельность совмещает с преподавательской работой Алматинской государственной консерватории имени Курмангазы.
За годы работы в театре осуществил постановку более 30 оперных спектаклей: «Алпамыс» Е. Рахмадиева, «Жумбак кыз», «Айсулу» С. Мухамеджанова, «Кыз Жибек», «Ер Таргын» Е. Г. Брусиловского, «Биржан и Сара» М. Тулебаева, «Абай» А. Жубанова и Л. Хамиди, «Евгений Онегин» и «Иоланта» П. И. Чайковского и др.
Среди его учеников: М. Ахмадиев, Л. А. Айдарбекова, С. Байтереков, Б. Рахимжанов, А Мухитдинов, Я. С. Рудковский, А. Е. Идрисов и другие (всего около 150).

## Награды
- 1980 — Заслуженный деятель искусств Казахской ССР
- 1990 — народный артист Казахской ССР
- 2004 — Орден Курмет[1]
- 2006 (15 декабря) — Государственная премия Республики Казахстан — за оперу «Абылай хан»[2].
- 2018 (15 декабря) — Орден Парасат[3]
- 2019 (29 ноября) — Благодарственное письмо Президента Республики Казахстан с вручением нагрудного знака «Алтын Барыс» — за заслуги в развитии казахской музыки.
- Нагрудные знаки «Отличник образования Республики Казахстана» и «Почётный работник образования Республики Казахстан»
- Награждён правительственными медалями и грамотами Республики Казахстан.
- 2024 (20 мая) — Медаль «Ветеран труда Казахстана»;